# Волох, Емельян Иванович
Емелья́н Ива́нович Во́лох (атаман Во́лох) (19 [31] июля 1886, станица Калниболотская, Кубанская область, Российская империя — 3 ноября 1937, Сандармох, Карельская АССР РСФСР, СССР) — офицер военного времени Русской императорской армии, в годы Гражданской войны — украинский военачальник, полковник армии УНР, добровольно перешедший в 1919—1920 годах на сторону правительства УССР.
В 1918—1919 годах — эсер-боротьбист, в 1920—1933 годах — член КП(б)У.

## Биография
Родился на Кубани в станице Калниболотская (ныне Краснодарский край), в семье пришлых иногородних крестьян Купянского уезда Харьковской губернии, украинец. Имел двух младших братьев.
Когда Емельяну исполнилось шесть лет, умерла мать, и семья Волохов возвращается на родину, в село Белоцерковка Купянского уезда (ныне село Травневое Сватовского района Луганской области, Украина).
С малых лет вынужден был летом батрачить (пас скот), с 14-ти лет — подрабатывать отвальщиком угля на шахте возле станции Лоскутовка в Донбассе.
Закончил двухклассное церковно-приходское училище с пятилетним курсом обучения. Проявил склонность к рисованию и живописи.
После окончания училища, при содействии сельского священника, устроился в Харькове на работу и в обучение к художнику-оформителю, изготовлявшему рекламные вывески для магазинов, однако через полгода вернулся домой. Работал зимой на шахтах, летом — на сельхозработах.
В 1907 году был призван на действительную военную службу и назначен в крепостную артиллерию Михайловской крепости (в районе Батуми, ныне Грузия). Служил канониром, затем с 29 марта 1908 — ротным писарем. В 1910 году уволен в запас.
После службы в армии работал грузчиком на железнодорожной станции Насветевич (г. Лисичанск), но тяга к живописи и рисованию не покидала его, и в 1911 году он поступает в Харьковскую городскую художественную школу имени Раевской. В 1912 году его творческие способности были отмечены стипендией, назначенной Купянской земской управой «в память 50-летия освобождения крестьян от крепостничества», что давало право бесплатного обучения в школе. За три года закончил пять классов, однако дальнейшую учёбу прервала война.

### Первая Мировая война
18 июля 1914 года, по всеобщей мобилизации, Волох Е. И. был призван из запаса на действительную службу и назначен рядовым в 6-ю роту 124-го пехотного Воронежского полка. 28 июля 1914 года полк, погрузившись в эшелоны, отправился на австро-венгерский фронт и 13 августа с марша вступил в бой. За отличия в боях в августе-сентябре 1914 года Волох Е. И. был награждён первой боевой наградой — Георгиевским крестом 4 степени. 14 сентября 1914 года эвакуирован в госпиталь по болезни.
По излечению определён в запасный батальон. 12 ноября 1914 командирован во 2-ю Киевскую школу подготовки прапорщиков пехоты. 24 января 1915 произведен в младшие унтер-офицеры, 14 февраля 1915, по окончании школы, — в прапорщики армейской пехоты и назначен в маршевый батальон.
1 апреля 1915 года назначен на службу в 47-й Сибирский стрелковый полк 12-й Сибирской стрелковой дивизии. В полк прибыл 5 апреля 1915 года и служил до 2 сентября 1917 года: младший офицер 1-й роты, с 17 июля 1915 — командующий 1-й ротой. Принимал участие в тяжёлых оборонительных боях в Галиции, Польше, Прибалтике, в 1916 году — в наступлении в Галиции. В боях был дважды ранен, награждён шестью боевыми орденами и Георгиевским оружием. Произведен в подпоручики (ВП от 26.03.1916; старшинство в чине с 13.11.1915), затем — в поручики (ВП от 01.09.1916; старшинство с 13.03.1916), в штабс-капитаны (ВП от 24.12.1916; старшинство с 01.10.1916).
В марте 1917 избран членом офицерско-солдатского комитета полка, сблизился с левыми эсерами. В июне 1917 делегирован в Петроград на съезд Советов, где выступал за прекращение мировой войны любыми путями.
В июне 1917 года, под воздействием солдатских комитетов, полки 12-й Сибирской стрелковой дивизии отказались выполнять приказ командования о наступлении. Правительственной комиссией было принято решение о расформировании полков, однако это не было выполнено, и они находились на боевых позициях до декабря 1917 года.
8 августа 1917 года штабс-капитан Волох был признан врачебной комиссией ограниченно пригодным к военной службе по состоянию здоровья и 2 сентября 1917 года зачислен в резерв чинов Киевского военного округа.
Службу продолжал в Харькове командиром роты 28-го запасного пехотного полка, переименованного после украинизации во 2-й Украинский запасный полк. В октябре 1917 назначен военным комендантом харьковского гарнизона, в ноябре 1917 избран командиром 2-го Украинского запасного полка, составлявшего основу гарнизона Харькова. В Харькове знакомится с деятелями украинского национального движения, вступает в Украинскую партию эсеров и примыкает к её «левой» оппозиции.

### Гражданская война
С переходом власти в Харькове к большевикам, в ночь на 28 декабря 1917 (10 января 1918) 2-й Украинский запасный полк, после часового боя (с обстрелом казарм полка пулемётами из броневиков), был разоружён большевиками, затем на его базе создан 1-й полк Червоного казачества под командованием В. М. Примакова. Волох, покинув Харьков, направился в Полтаву и, возглавив добровольческий отряд, сформированный в основном из офицеров и юнкеров, численностью около 200 человек, по призыву Симона Петлюры стал на защиту Украинской Народной Республики.
Курень «красных гайдамаков» Гайдамацкого коша Слободской Украины (так стал называться отряд Волоха) в январе 1918 года, отступая к Киеву, вёл бои с советскими войсками под Полтавой, Гребёнкой, Кононовкой, Яготином, Дарницей, 2-3 февраля принимал участие в подавлении восстания на киевском заводе «Арсенал», проявив себя как наиболее боеспособная и дисциплинированная часть вооружённых сил УНР. В конце января Волох был ранен и в дальнейших событиях до марта 1918 участия не принимал.
С марта 1918 года Емельян Волох — командир 1-го куреня (батальона) 3-го Гайдамацкого полка, с апреля 1918 — командир 3-го Гайдамацкого полка (название полк получил в честь украинских повстанцев—гайдамаков XVIII века). Под его командованием полк в апреле 1918 совместно с германскими войсками, вступившими после заключения Брестского мира на Украину, вытеснял украинские советские войска из Донбасса, с мая 1918 нёс внутреннюю и пограничную службу на юго-востоке Украины в составе вооружённых сил Украинской державы.
В июле 1918, отказавшись давать присягу на верность гетману Скоропадскому (по другой версии — был уволен в запас как офицер военного времени, не имеющий достаточного военного образования), Волох, оставив службу в армии, принял активное участие в подготовке к восстанию против Гетманата и германских оккупантов. Как член партии «боротьбистов», проводил организационную работу в Харькове, Старобельске, Ровеньках, скрывался от ареста в Киеве, встречался с Владимиром Винниченко. В августе 1918, по заданию Украинского национального союза, возвратился в Старобельск, затем направился в село Белый Колодезь Валуйского уезда, где в то время дислоцировался 3-й Гайдамацкий полк.
В ноябре 1918 принял участие в восстании против Гетманата, возглавив 16 ноября 3-й Гайдамацкий полк, который под его командованием в районе Переездная (Лисичанск)—Сватово—Попасная разоружил гетманскую стражу и около 800 немецких солдат, значительно пополнившись добровольцами и мобилизованными Донбасса.
В декабре 3-й Гайдамацкий полк под командованием Волоха принял участие в ожесточённых боях с белогвардейцами, наступавшими на Донбасс, затем в составе войск Запорожского корпуса армии УНР отступил на Екатеринославщину, где участвовал в боях с красноармейскими отрядами и махновцами.
22 января 1919 года, по приказу С. В. Петлюры, полковник Волох силами своего полка на станции Кременчуг без кровопролития арестовал командующего войсками Запорожского корпуса и Левобережного фронта П. Ф. Болбочана, якобы готовившего государственный переворот с целью ликвидации республики и присоединения армии УНР к Вооружённым силам Юга России, и отправил его в Киев. Был назначен на должность арестованного Болбочана, переболел тифом, после излечения продолжил командование Запорожским корпусом и, с 18 марта 1919 года, по совместительству, Юго-Восточной группой войск (Восточным фронтом) Действующей армии УНР. В середине марта 1919 года 30-тысячная Юго-Восточная группа была полуокружена войсками Украинской советской армии в районе Вапнярки—Бирзулы и прижата к пограничным рекам Збруч, Днестр.
27 марта 1919 года, в ответ на призыв Украинского советского правительства к войскам УНР о прекращении сопротивления и вхождении в состав вооружённых сил независимой Украинской ССР, созданный в Вапнярке украинскими коммунистами и левыми эсерами «ревком Юго-Западного района Украины» принял (с согласия командующего войсками Волоха) решение прекратить сопротивление и войти в состав Украинской советской армии при условии сохранения состава группы войск, её организации и национальных черт. Ранее, в середине февраля 1919, на аналогичных условиях на сторону УССР переходили Махно, Григорьев и другие военачальники со своими войсками, однако в данной ситуации командование советских войск заявило, что согласно принять войска Юго-Западного района только на правах военнопленных, и предложило сложить оружие.
Дезорганизованные и прекратившие сопротивление войска Юго-Западного района стали стихийно переходить на сторону противника. Волох со своим штабом и 8-тысячным сводным отрядом, наступая вдоль железной дороги на юг, разбив 2 апреля в районе Балты красноармейские заслоны, вышел к мостам на реке Днестр и перешёл на румынскую территорию. К 16 апреля разоружённый и лишённый всякого военного имущества отряд Волоха был переправлен румынами на территорию, занятую войсками УНР. Волох был арестован петлюровцами, однако вскоре оправдан и освобождён из-под ареста.
В Радзивилове Волох встретился с Петлюрой и получил от него в конце мая 1919 полномочия на организацию повстанческого движения на Левобережной Украине. С июня 1919 находился в Киеве на нелегальном положении, был арестован ЧК, однако ему удалось освободиться. 31 августа 1919 года, во время взятия Киева белогвардейцами, присоединился к 16-му Гайдамацкому полку армии УНР. В ноябре 1919, по приказу Петлюры, за счёт переформирования подразделений красноармейцев-окруженцев из 44-й стрелковой дивизии, развернул полк в Ударную Гайдамацкую бригаду и возглавил её. Бригада дислоцировалась в селе Красносёлка (Житомирская область).
Во второй половине ноября 1919 года 10-тысячная Надднепрянская армия УНР, занимавшая небольшой по площади район Мирополь—Любар—Староконстантинов, оказалась в весьма тяжёлом положении. Армия была со всех сторон окружена противниками: с запада — польскими войсками, с севера и востока — частями Красной армии, с юга — войсками Юга России, лишена снабжения, страдала от эпидемии тифа и, в результате, становилась небоеспособной. В это же время Галицкая армия, подписавшая 6 ноября 1919 года соглашение с командованием Добровольческой армии, перешла на сторону Вооружённых сил Юга России.
26 ноября 1919 в Староконстантинове состоялось совещание военачальников с участием членов правительства УНР, на котором Петлюра сообщил о подписании соглашения с Польшей, по которому Надднепрянская армия УНР будет интернирована польскими властями, правительство УНР эмигрирует в Варшаву и продолжит борьбу с советской властью партизанскими методами, что, по сути, означало ликвидацию Украинской Народной Республики и роспуск её регулярной армии. На совещании Волох выступил против такого решения и призывал к продолжению борьбы с деникинцами и захватившими Западную Украину поляками на стороне Украинской ССР и Красной Армии.
2 декабря 1919 с согласия Петлюры сложил оружие и самораспустился корпус «сечевых стрельцов» полковника Е. М. Коновальца: через несколько дней «сечевые стрельцы» оказались в польских лагерях для военнопленных. В тот же день Гайдамацкая бригада Волоха, подняв красные знамёна, объявила о переходе на сторону Красной Армии. Отряд «гайдамаков» под командованием Волоха направился в Любар, где захватил в штабном вагоне, без кровопролития, всю казну Петлюры (с целью обеспечения содержания своих войск, остававшихся в Украине), после чего бригада с присоединившимися к ней частями (кавалерийский полк С. И. Байло, часть личной охраны Петлюры и др.) сосредоточилась сначала в Чуднове, а затем перешла линию фронта с «красными» в районе села Троянов (западнее Житомира). Направив делегацию в штаб 12-й армии РККА, Волох, без участия лидеров партии боротьбистов, предпринял попытку провести переговоры о вхождении его группы войск в состав Красной Армии на правах самостоятельного национального соединения, однако в ответ получил ультиматум: в течение 24 часов сложить оружие и организованно отправиться в район Мозырь — Гомель (Белоруссия); в противном случае его войска будут разоружены принудительно, виновные предстанут пред революционным трибуналом.
Не желая сдаваться в плен, Волох отступил к селу Пятка (Чудновский район на Житомирщине). К нему прибыли политработники—боротьбисты А. Я. Шумский, И. Ф. Немоловский и С. М. Савицкий (бывший политкомиссар атамана Григорьева, не поддержавший его мятеж).
В ночь на 6 декабря 1919 года, оставив войска и казну, Петлюра со своим штабом отбыл в польскую эмиграцию. 6 декабря 1919 сводный добровольческий отряд численностью около 3500 бойцов во главе с Михаилом Омельянович-Павленко, назначенным в последнем приказе по армии главнокомандующим «Действующей Армии УНР», оставив обозы с больными и ранеными, отправился в рейд по тылам деникинцев и советских войск, известный как «Первый Зимний поход». В тот же день сводный отряд под названием «Украинская коммунистическая армия» численностью около 4 200 человек (бывшая Гайдамацкая бригада и присоединившиеся к ней части, переформированные в три пехотных полка, конную бригаду и артиллерийскую батарею), под командованием Волоха, выступил в рейд по тылам деникинцев, продвигаясь с боями на юго-восток по маршруту Янушполь, Уланов, Вороновцы, Пиков, Калиновка, Липовец, Ильинцы, Дашев, Гранов, Ропотуха, затем Умань, пополняясь добровольцами и продолжая вести переговоры с командованием Красной Армии.
1 января 1920 года отряд Волоха в бою с деникинцами под селом Ладыжинка потерпел поражение и понёс значительные потери. 10 января Волох направил записку атаману Ю. О. Тютюннику, на то время командующему группой войск «Действующей армии УНР», совершавшей рейд по тылам деникинцев, с предложением присоединиться к «Украинской коммунистической армии» и продолжить под руководством партии боротьбистов борьбу за создание «Независимой Украинской Социалистической Советской Республики» и регулярной «Украинской Национальной Армии», перейдя на сторону Правительства УССР, однако Тютюнник, считая такую идею практически неосуществимой, отклонил это предложение.
Разоружив 11 января 1920 года в Умани отряд петлюровцев из группы войск Тютюнника, 5-тысячная «армия» Волоха вошла в контакт с Таращанской бригадой 44-й стрелковой дивизии РККА и, по соглашению с командованием, перешла на сторону Красной Армии. Вскоре «Украинская коммунистическая армия» была расформирована, пополнив части 44-й стрелковой дивизии и 3-й бригады 60-й стрелковой дивизии РККА. Волох был зачислен в Красную Армию как командир роты, приписан сначала к штабу 12-й армии, затем к штабу Юго-Западного фронта, затем назначен на должность командира роты запасного красноармейского полка в Харькове.

### После Гражданской войны
С июня 1920 года Волох Е. И. находился в распоряжении Наркомзема УССР. Работал сначала заместителем заведующего Центральным сельским домом, затем инструктором Наркомзема. В составе агитпоезда Председателя ВУЦИК совершал поездки по Украине, выступал перед населением с призывами о прекращении вооружённого сопротивления и переходе к мирной жизни. В сентябре 1920 года вступил в Коммунистическую партию большевиков Украины.
Весной 1921 года был назначен начальником организационно-инструкторского поезда ВУЦИК. Поезд осуществлял рейды в самые отдалённые районы Украины, нередко подвергаясь опасности.
В 1921—1925 годах — заведующий Приёмной Председателя ВУЦИК Петровского Г. И., член Всеукраинского Центрального Комитета «незаможных селян» (неимущих крестьян).
С марта 1925 года — начальник отдела Украинского республиканского управления Госстраха СССР. С 1928 года — начальник отдела Всеукраинского Коопсоюза. С 1932 года — начальник планового сектора института Гипроград; студент архитектурного факультета Харьковского инженерно-строительного института. В 1933 году — председатель Всеукраинского комитета профсоюза шоферов. Проживал в Харькове, столице Украинской ССР.

### Последние годы жизни

Фото Емельяна Волоха из следственного дела
(1933 год, после ареста)

4 мая 1933 года был арестован по делу УВО. Обвинялся в антисоветской деятельности, — в связях с петлюровцами, в подготовке провокаций, диверсионно-террористических актов (подрыва мостов, административных зданий), в подготовке вооружённого восстания. Полностью отрицал все предъявленные ему обвинения. 23 сентября 1933 года был осуждён «судебной тройкой» при Коллегии ГПУ УССР на 10 лет лишения свободы.
Отбывал наказание на Соловках, содержался на лагпункте «Кремль», в одиночной камере специзолятора. За первые два года направил почти три десятка обращений советским руководителям с требованием пересмотреть приговор, но все они остались без ответа.
9 октября 1937 года «особой тройкой» УНКВД по Ленинградской области был приговорён к высшей мере наказания. Расстрелян 3 ноября 1937 года в урочище Сандармох (Карелия).
В 1989 году Волох Е. И. был признан правоохранительными органами УССР и РСФСР необоснованно репрессированным и посмертно реабилитирован.

## Награды
- Георгиевский крест IV степени (1914)
- Орден Святого Станислава III степени с мечами и бантом (ВП от 01.05.1916)
- Орден Святой Анны IV степени с надписью «За храбрость» (ВП от 19.05.1916)
- Орден святой Анны III степени с мечами и бантом (ВП от 19.05.1916)
- Георгиевское оружие (1916) — «за то, что будучи в чине прапорщика, в ночь с 20 на 21 августа 1915 года с 3 взводами разведчиков зашёл во фланг и тыл противнику, занимавшему опушку леса у села Краукле, лихой атакой вынудил немцев к поспешному отступлению, взял в плен 9 человек и захватил 25 ружей. Этим обеспечил фланг и тыл рот, занимавших левый берег р. Экау» (награда утверждена Высочайшим Приказом от 12.11.1916)
- Орден Святого Георгия IV степени (1916) — «за то, что будучи в чине подпоручика, в ночь с 8 на 9 сентября 1916 года у деревень Шумляны и Ставэнтын, командуя ротой, вызвался выбить противника из занимаемых им окопов вблизи нашей позиции и сильно мешавшего нашим работам. С тремя взводами своей роты бросился на неприятельские окопы, занятые двумя ротами противника с пулемётом, и штыками переколол почти половину, а остальных обратил в бегство, взяв при этом с боя действующий пулемёт и 2 пленных» (Приказ по Армии и Флоту от 05.05.1917)
- Орден Святого Станислава II степени с мечами (ПВП от 22.05.1917)
- Орден святой Анны II степени с мечами (1917)

## Семья
Был женат на Элеоно́ре Алекса́ндровне Шахно́, католического вероисповедания.

## Память
- В 2005 году в Карелии на месте казни Волоха Е. И. и других украинцев в Сандармохе был установлен Казацкий Крест с надписью (укр.) «УБІЄННИМ СИНАМ УКРАЇНИ»[14].

## Киновоплощение
- 1970 — «Семья Коцюбинских». В роли Емельяна Волоха — Борис Мирус

## Интересные факты
- В Гайдамацком полку под командованием Волоха служил известный украинский советский поэт Владимир Сосюра[15].

## Публицистика
- Андрей Дикий. Неизвращённая история Украины-Руси. Том 2. Директория без столицы (Винницкий период). Восстание Волоха. Издательство «Правда о России», Нью-Йорк, 1961 г.
- Савченко В. А. [militera.lib.ru/bio/savchenko/index.html Авантюристы Гражданской войны:] Харьков: Фолио; М.: ACT, 2000.